# Eleições legislativas no Uttarakhand (2007)
As eleições legislativas de 2007 no Uttarakhand elegeram os setenta lugares da Assembleia do Uttarakhand, numa única fase realizada no dia 21 de Fevereiro de 2007. Este estado indiano está dividido em treze distritos eleitorais.
Encontravam-se inscritos nos cadernos eleitorais para estas eleições 5.926.669 eleitores, aos quais foi pedido que escolhessem setenta deputados entre os 805 candidatos.

## Resultados
A afluência às urnas neste acto eleitoral foi de cerca de 55%.
O partido que conseguiu conquistar mais lugares na Assembleia do Uttarakhand foi o Bharatiya Janata Party, o principal partido da oposição a nível nacional. O Indian National Congress, que se encontra no momento a governar o país, ficou em segundo lugar.
Após as eleições de 2007 a constituição da Assembleia do Uttarakhand apresenta-se da seguinte forma:
| Partido                  | Lugares |
| ------------------------ | ------- |
| Bharatiya Janata Party   | 34      |
| Indian National Congress | 21      |
| Bahujan Samaj Party      | 8       |
| Uttarakhand Kranti Dal   | 2       |
| Outros                   | 2       |
| Independentes            | 3       |
| Total                    | 70      |